# Les Boys (série de films)
 (avril 2023).
Si vous disposez d'ouvrages ou d'articles de référence ou si vous connaissez des sites web de qualité traitant du thème abordé ici, merci de compléter l'article en donnant les références utiles à sa vérifiabilité et en les liant à la section « Notes et références ».
Pour les articles homonymes, voir Les Boys.
 Pour plus de détails, voir Fiche technique et Distribution
Les Boys est une franchise cinématographique québécoise centrée sur une équipe de hockey sur glace amateur. La série compte quatre films et un préquel, ainsi qu'une série télévisée de 73 épisodes diffusée de 2007 à 2012. En 2020, ComediHa! a acquis les droits de la franchise et a annoncé un sixième film ainsi qu'un projet de nouvelle série télévisée.
Le sixième film, initialement prévu pour 2022, puis reporté à 2024, ne verra finalement pas le jour avant 2026. Le film est actuellement en phase d'écriture, avec un tournage prévu en 2026.

## Films
Les Boys (1997)
Les Boys 2 (1998)
Les Boys 3 (2001)
Les Boys 4 (2005)
Il était une fois les Boys (2013)

## Fiche technique
| Films                   |                         |                     |                     |                             |                                   |
| Films                   | Les Boys (1997)         | Les Boys 2 (1998)   | Les Boys 3 (2001)   | Les Boys 4 (2005)           | Il était une fois les Boys (2013) |
| ----------------------- | ----------------------- | ------------------- | ------------------- | --------------------------- | --------------------------------- |
| Réalisateurs            | Louis Saia              | Louis Saia          | Louis Saia          | George Mihalka              | Richard Goudreau                  |
| Sociétés de production  | Melenny Productions     | Melenny Productions | Melenny Productions | Melenny Productions         | Melenny Productions               |
| Sortie                  | 12 décembre 1997        | 11 décembre 1998    | 30 novembre 2001    | 9 décembre 2005             | 6 décembre 2013                   |
| Budget                  | 3 300 000 $             | 4 900 000 $         | 5 000 000 $         | 4 300 000 $                 |                                   |
| Durée                   | 107 minutes             | 120 minutes         | 124 minutes         | 121 minutes                 | 106 minutes                       |
| Société de distribution | Cinépix Film Properties |                     |                     | Christal films distribution | Les Films Séville                 |

## Distribution

### Membres de l'équipe
| N°    | Nom                    | Acteur             | Poste | 1er film | 2e film | 3e film | 4e film | Série |
| ----- | ---------------------- | ------------------ | ----- | -------- | ------- | ------- | ------- | ----- |
|       | Stan Ouellet           | Rémy Girard        | E     | ✔️       | ✔️      | ✔️      | ✔️      | ✔️    |
| no 1  | Fernand Rivest         | Paul Houde         | G     | ✔️       | ✔️      | ✔️      | ✔️      | ✔️    |
| no 9  | Bob Chicoine           | Marc Messier       | A     | ✔️       | ✔️      | ✔️      | ✔️      | ✔️    |
| no 10 | Ti-Guy Tétreault       | Patrick Huard      | A / C | ✔️       | ✔️      | ✔️      | ❌      | ❌    |
| no 11 | Jean-Charles Taillefer | Yvan Ponton        | D     | ✔️       | ✔️      | ✔️      | ✔️      | ✔️    |
| no 13 | Carol Boisvert         | Dominic Philie     | D     | ✔️       | ✔️      | ✔️      | ❌      | ❌    |
| no 15 | François               | Serge Thériault    | C     | ✔️       | ✔️      | ✔️      | ✔️      | ❌    |
| no 18 | Julien Côté            | Roc LaFortune      | D     | ✔️       | ✔️      | ✔️      | ✔️      | ✔️    |
| no 19 | Serge Lamotte          | Patrice Robitaille | D     | ❌       | ❌      | ❌      | ❌      | ✔️    |
| no 30 | Léopold Ouellette      | Michel Charette    | D     | ✔️       | ✔️      | ✔️      | ✔️      | ✔️    |
| no 20 | Sylvain                | Martin Petit       | D     | ❌       | ✔️      | ❌      | ❌      | ❌    |
| no 21 | Renald Marleau         | François Papineau  |       | ❌       | ❌      | ❌      | ❌      | ✔️    |
| no 33 | Gerald Rivest          | Pierre Verville    | G     | ❌       | ❌      | ❌      | ❌      | ✔️    |
| no 36 | Ronnie                 | Antoine Bertrand   | A     | ❌       | ❌      | ❌      | ❌      | ✔️    |
| no 48 | Philippe Larochelle    | Patrice Bélanger   | C     | ❌       | ❌      | ❌      | ❌      | ✔️    |
| no 66 | Mario Painchaud        | Patrick Labbé      | C     | ✔️       | ✔️      | ✔️      | ✔️      | ✔️    |
| no 73 | Martin                 | Réal Béland        | A     | ❌       | ❌      | ❌      | ✔️      | ✔️    |
| no 88 | Marcel Bilodeau        | Luc Guérin         | D     | ✔️       | ✔️      | ✔️      | ✔️      | ✔️    |
| no 99 | Méo Levasseur          | Pierre Lebeau      |       | ✔️       | ✔️      | ✔️      | ✔️      | ✔️    |

### Caméos et Guest-star
Ron Fournier, Pierre Falardeau Gregory Charles,Patrick Carpentier, Rodger Brulotte, René Angélil, Joachim Alcine, Gilles Proulx et Normand Brathwaite font des apparition dans la série.
Plusieurs joueurs ou entraîneurs de la LNH et des joueuses de Team Canada ont joué dans les films ou la série.
Ligue nationale de hockey
- Jacques Demers
- Mike Bossy [3],[4]
- Raymond Bourque[3],[4]
- Martin Brodeur[3],[4]
- Benoit Brunet[4]
- Simon Gagné[3],[4]
- Guy Lafleur[5]
- Yvon Lambert[4]
- Pierre Mondou[4]
- Stéphane Richer[3],[4]
- Steve Shutt[3],[4]
- Michel Bergeron
- Benoit Brunet
- Richard Sévigny
- Alexei Kovalev[2]
- Jean-Sébastien Giguère
- Serge Savard
- Guy Carbonneau[2]

Équipe du Canada féminine
- Cathy Chartrand
- Isabelle Chartrand (en)
- Annie Desrosiers
- Nancy Drolet (en)
- Danielle Goyette
- Gina Kingsbury
- Mai-Lan Lê
- Kathleen O'Reilly

## Produits dérivés
ComediHa!, a lancé une collection spéciale de vêtements en collaboration avec une boutique montréalaise.

## Projets futurs
Le prochain film de la franchise, initialement annoncé pour 2022, puis 2024, est finalement repoussé à 2026. La SODEC a accepté de financer l'écriture du scénario, qui est actuellement en cours de développement sous le titre provisoire Les Boys, Ainsi soit-il. Ce nouvel opus sera coréalisé par Richard Goudreau et Cathleen Rouleau.
Par ailleurs, une nouvelle série télévisée est en préparation, avec un nouveau groupe de Boys, mais en conservant des liens avec les personnages emblématiques de la franchise.

## Adaptation américaine
En 2023, Amuz Distribution (anciennement ComediHa! Distribution) et Tucker Tooley Entertainment ont annoncé un projet d'adaptation américaine de la franchise Les Boys. Cette adaptation s'inspirera à la fois des films et de la série télévisée originale. Aucune date de sortie n'a été dévoilée.